# Onorato Caetani

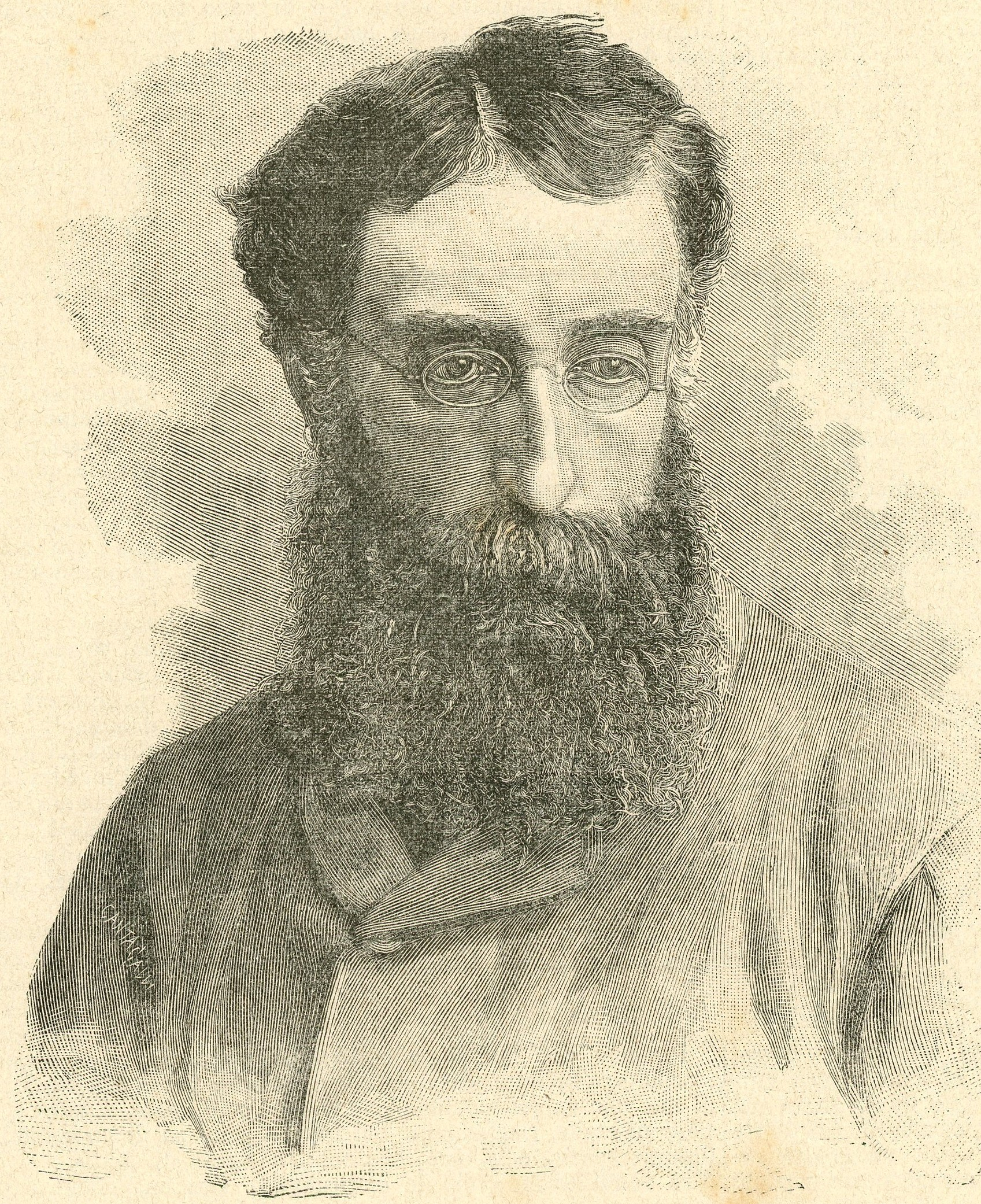
Onorato Caetani, Datierung unbekannt

Onorato Caetani, 15. Herzog von Sermoneta, Herzog von San Marco, 4. Fürst von Teano, Markgraf von Cisterna, Herr von Ninfa, San Donato und Bassano (* 18. Januar 1842; † 2. September 1917 in Rom) war ein italienischer Großgrundbesitzer, Jurist und Politiker. Vom 10. März bis 11. Juli 1896 war er Außenminister seines Landes in der Regierung Rudini (2.).

## Leben
Nach einem Studium der Rechtswissenschaften an der Universität Rom, welches er 1863 abschloss, ging Caetani für mehrere Jahre nach Großbritannien, wo er 1867  Ada, geb. Bootle-Wilbraham, Schwester des 1. Earl of Lathom und 2. Baron Skelmersdale, heiratete. Aus der Ehe gingen fünf Söhne und eine Tochter hervor, einer der Söhne wurde später ebenfalls italienischer Senator.

## Politische Karriere
1872 wurde Caetani für den Wahlkreis Velletri erstmals in die italienische Abgeordnetenkammer gewählt, der er bis 1911 ununterbrochen angehörte. In diesem Jahr wurde er zum Senator auf Lebenszeit ernannt. Vom Dezember 1890 bis November 1892 war er (ernannter) Bürgermeister Roms. Obwohl seine Amtszeit als Außenminister nur kurz war, ist sie insofern bedeutsam, als der Beginn der Abwendung Italiens vom Dreibund und der Annäherung an die Dritte Französische Republik in diese Zeit fällt.

## Sonstiges
Von 1879 bis 1887 war Caetani Präsident der Italienischen Geographischen Gesellschaft. In dieser Funktion förderte er sowohl den Geographieunterricht an den allgemeinbildenden Schulen als auch das Entstehen kolonialer Interessen Italiens. In seine Amtszeit fällt auch der 3. Internationale Geographenkongress 1881 in Venedig.
Von 1879 bis 1883 und von 1893 bis 1900 war er Präsident der Philharmonischen Akademie Rom.
In Sermoneta und Fondi existiert je eine Via Onorato Caetani zu seinem Andenken.